# Kirsteen Sullivan
Pour les articles homonymes, voir Sullivan.
Kirsteen Sullivan est une personnalité politique britannique.

## Biographie
Kirsteen Sullivan étudie à l'Université de Glasgow et à la Strathclyde Business School.
En 2024, elle est élue députée.